# Список населённых пунктов Тотемского района
В Тотемском районе 226 населённых пунктов в составе 1 городского и 8 сельских поселений, в том числе 1 город, 203 деревни, 16 посёлков, 3 села, 2 хутора, 1 местечко.
Ниже приведён список всех населённых пунктов с кодами ОКАТО, жирным шрифтом выделены центры сельских поселений.

## Великодворское сельское поселение
- 19 246 804 001 деревня Великий Двор
- 19 246 804 002 деревня Внуково
- 19 246 804 003 деревня Воронино
- 19 246 804 004 деревня Давыдиха
- 19 246 804 005 деревня Княжиха
- 19 246 860 003 деревня Любавчиха
- 19 246 804 006 деревня Нефедиха
- 19 246 804 007 деревня Подлипное
- 19 246 860 008 посёлок Чуриловка

## Вожбальское сельское поселение
- 19 246 812 002 деревня Антушево
- 19 246 812 003 деревня Бережок
- 19 246 812 004 деревня Гагариха
- 19 246 812 005 деревня Гора
- 19 246 812 006 деревня Гридинская
- 19 246 812 007 деревня Давыдково
- 19 246 812 009 деревня Залесье
- 19 246 812 010 деревня Захаровская
- 19 246 812 011 деревня Ивановская
- 19 246 812 012 деревня Илюхинская
- 19 246 812 013 деревня Исаево
- 19 246 812 014 посёлок Крутая Осыпь
- 19 246 812 001 деревня Кудринская
- 19 246 812 015 деревня Лодыгино
- 19 246 812 016 деревня Маринская
- 19 246 812 017 деревня Мишуково
- 19 246 812 018 деревня Никитинская
- 19 246 812 019 деревня Паново
- 19 246 812 020 деревня Пахтусово
- 19 246 812 021 деревня Семеновская
- 19 246 812 022 деревня Сергеево
- 19 246 812 023 деревня Сродино
- 19 246 812 024 деревня Тельпино
- 19 246 812 025 деревня Угрюмовская
- 19 246 812 026 деревня Шулево
- 19 246 812 027 деревня Ярцево

## Калининское сельское поселение
- 19 246 860 002 деревня Большой Горох
- 19 246 820 002 деревня Гридинская
- 19 246 820 003 деревня Екимиха
- 19 246 820 004 деревня Зуиха
- 19 246 820 005 деревня Игначево
- 19 246 820 006 деревня Исаево
- 19 246 820 007 деревня Калининское
- 19 246 820 008 деревня Кашинское
- 19 246 820 009 деревня Климовская
- 19 246 820 010 деревня Козловка
- 19 246 820 011 деревня Конюховская
- 19 246 820 012 деревня Коровинская
- 19 246 820 013 посёлок Красный Бор
- 19 246 820 014 деревня Левинское
- 19 246 820 015 деревня Ленино
- 19 246 820 016 деревня Лукинская
- 19 246 820 017 деревня Максимовская
- 19 246 860 004 деревня Мыс
- 19 246 820 018 деревня Орловка
- 19 246 860 005 деревня Осовая
- 19 246 820 019 деревня Останинская
- 19 246 860 006 деревня Павловская
- 19 246 820 020 деревня Петухово
- 19 246 820 021 деревня Радчино
- 19 246 820 022 деревня Рязанка
- 19 246 820 024 деревня Село
- 19 246 820 025 деревня Сластничиха
- 19 246 820 026 деревня Таборы
- 19 246 860 001 деревня Устье
- 19 246 860 007 деревня Ухтанга
- 19 246 820 001 посёлок Царева

## Медведевское сельское поселение
- 19 246 832 002 деревня Горелая
- 19 246 832 003 деревня Заборная
- 19 246 832 004 деревня Запольная
- 19 246 832 005 деревня Камчуга
- 19 246 832 006 посёлок Камчуга
- 19 246 832 007 деревня Колупаиха
- 19 246 832 014 деревня Коченьга
- 19 246 840 003 деревня Леваш
- 19 246 832 008 деревня Лобаниха
- 19 246 832 001 деревня Медведево
- 19 246 840 001 посёлок Михайловка
- 19 246 832 009 деревня Неклюдиха
- 19 246 840 004 деревня Нижняя Печеньга
- 19 246 832 010 деревня Слуда
- 19 246 832 011 деревня Совинская
- 19 246 832 012 деревня Тихониха
- 19 246 832 013 деревня Филинская

## Мосеевское сельское поселение
- 19 246 856 002 деревня Антушева Гора
- 19 246 836 002 деревня Бобровица
- 19 246 836 003 деревня Великий Двор
- 19 246 856 003 деревня Великодворская
- 19 246 856 004 деревня Вершининская
- 19 246 856 005 деревня Гавшино
- 19 246 836 004 деревня Горка
- 19 246 816 001 деревня Данилов Починок
- 19 246 836 005 деревня Дягилево
- 19 246 856 006 деревня Жаровский Погост
- 19 246 836 006 деревня Зыков Конец
- 19 246 836 007 деревня Кожинская
- 19 246 836 008 деревня Кондратьевская
- 19 246 856 007 деревня Концевская
- 19 246 816 002 деревня Мартыновская
- 19 246 856 008 деревня Мелехов Починок
- 19 246 816 003 деревня Мелешово
- 19 246 836 001 деревня Мосеево
- 19 246 816 004 деревня Никитин Починок
- 19 246 856 009 деревня Пелевиха
- 19 246 856 010 деревня Петрищева Гора
- 19 246 856 001 деревня Середская
- 19 246 856 011 деревня Снежурово
- 19 246 856 012 деревня Уваровская
- 19 246 856 013 деревня Филинская
- 19 246 836 010 деревня Филяково
- 19 246 836 011 деревня Фоминская
- 19 246 836 012 деревня Холкин Конец
- 19 246 836 013 деревня Часовное

## Погореловское сельское поселение
- 19 246 848 002 деревня Боярское
- 19 246 848 003 деревня Быково
- 19 246 848 004 деревня Горбенцово
- 19 246 848 005 деревня Горка
- 19 246 848 006 деревня Жилино
- 19 246 848 007 деревня Залесье
- 19 246 848 008 деревня Ивакино
- 19 246 848 009 деревня Комарица
- 19 246 848 010 деревня Косновица
- 19 246 848 011 посёлок Котельное
- 19 246 848 012 деревня Мальцево
- 19 246 848 013 деревня Маныловица
- 19 246 848 014 деревня Маслиха
- 19 246 848 015 деревня Петрилово
- 19 246 848 001 деревня Погорелово
- 19 246 848 016 деревня Погост
- 19 246 848 017 деревня Подгорная
- 19 246 848 018 деревня Родная
- 19 246 848 020 деревня Светица
- 19 246 848 019 деревня Семенково
- 19 246 848 021 деревня Топориха
- 19 246 848 022 деревня Федоровская
- 19 246 848 023 деревня Фоминское
- 19 246 824 009 деревня Черепаниха
- 19 246 848 025 посёлок Юбилейный
- 19 246 848 026 деревня Якуниха

## Пятовское сельское поселение
- 19 246 852 026 деревня Большая Семеновская
- 19 246 852 002 деревня Брагинская
- 19 246 852 003 деревня Варницы
- 19 246 852 004 хутор Внуково
- 19 246 852 005 деревня Ворлыгино
- 19 246 852 007 деревня Выдрино
- 19 246 852 008 деревня Галицкая
- 19 246 852 009 посёлок Глубокое
- 19 246 852 011 местечко Десятина
- 19 246 852 012 деревня Задняя
- 19 246 852 013 деревня Ивойлово
- 19 246 828 002 деревня Исаково
- 19 246 852 014 деревня Княжая
- 19 246 828 003 деревня Кормакино
- 19 246 828 004 деревня Куземкино
- 19 246 852 015 деревня Лесниково
- 19 246 852 016 деревня Лось
- 19 246 852 017 деревня Лунево
- 19 246 852 018 деревня Малая Поповская
- 19 246 852 027 деревня Малая Семеновская
- 19 246 828 001 деревня Матвеево
- 19 246 852 019 деревня Молоково
- 19 246 828 005 деревня Мосеево
- 19 246 852 020 посёлок Мясокомбината
- 19 246 852 021 деревня Нелюбино
- 19 246 828 006 посёлок Октябрьский
- 19 246 852 022 деревня Останинская
- 19 246 852 024 деревня Притыкино
- 19 246 828 007 деревня Пустошь
- 19 246 852 001 деревня Пятовская
- 19 246 852 025 деревня Савино
- 19 246 852 028 посёлок Советский
- 19 246 852 029 посёлок Текстильщики
- 19 246 852 030 деревня Углицкая
- 19 246 852 031 посёлок Усть-Еденьга
- 19 246 852 032 посёлок Усть-Царева
- 19 246 828 008 деревня Федотово
- 19 246 852 033 деревня Чаловская
- 19 246 852 034 деревня Черняково
- 19 246 852 035 деревня Чоботово

## Толшменское сельское поселение
- 19 246 844 002 деревня Аникин Починок
- 19 246 824 001 деревня Бор
- 19 246 808 002 деревня Боярское
- 19 246 808 003 деревня Ваулово
- 19 246 808 004 деревня Великий Двор
- 19 246 844 003 деревня Воротишна
- 19 246 844 004 деревня Галкино
- 19 246 808 005 деревня Голебатово
- 19 224 836 004 посёлок Гремячий
- 19 246 808 006 деревня Дор
- 19 246 808 007 деревня Ермолица
- 19 246 824 002 деревня Зайцево
- 19 246 824 003 деревня Засека
- 19 246 844 005 деревня Камешкурье
- 19 224 836 002 посёлок Карица
- 19 246 844 006 деревня Климовское
- 19 246 824 004 село Красное
- 19 246 844 007 деревня Кузнечиха
- 19 246 844 009 деревня Лобаново
- 19 246 808 008 деревня Лом
- 19 246 808 009 деревня Лучкино
- 19 246 824 005 деревня Манылово
- 19 246 824 006 деревня Маныловский Погост
- 19 246 808 010 деревня Нефедьево
- 19 246 844 001 село Никольское
- 19 246 808 011 посёлок Первомайский
- 19 246 808 013 деревня Поповская
- 19 246 808 014 деревня Предтеча
- 19 246 844 010 деревня Пузовка
- 19 246 844 011 деревня Родионово
- 19 246 844 012 деревня Сафониха
- 19 246 808 015 деревня Село
- 19 246 844 013 деревня Синицыно
- 19 246 808 016 деревня Синяково
- 19 246 824 007 деревня Слобода
- 19 246 824 008 деревня Соколово
- 19 246 844 014 деревня Суровцово
- 19 246 844 015 деревня Терентьевская
- 19 246 844 016 деревня Трызново
- 19 246 808 001 село Успенье
- 19 246 844 017 деревня Фатьянка
- 19 246 844 018 деревня Филино
- 19 246 844 019 деревня Френиха
- 19 246 808 017 деревня Фролово
- 19 246 844 020 деревня Хреново
- 19 246 844 021 деревня Шульгино
- 19 246 808 018 деревня Юренино

## город Тотьма
- 19 246 501 000 город Тотьма